# Jardins de Coursiana
Les Jardins de Coursiana sont composés d'un jardin botanique et d'un arboretum sur une superficie de 6 ha. C'est une propriété privée, située à La Romieu, France.

## Localisation, accessibilité
Les Jardins de Coursiana  - 32480 La Romieu, département du Gers, Occitanie, sont situés en Gascogne, sur l'un des chemins menant à Saint-Jacques-de-Compostelle.
L'établissement est ouvert tous les jours pendant les mois chauds de l'année, de la mi-avril jusqu'à la fin d'octobre, moyennant un droit d'entrée.

## Histoire
Le jardin et l'arboretum sont créés en 1974 par le botaniste français Gilbert Cours-Darne qui, en 1995, a reçu le prix Olivier de Serres (la plus haute distinction de l'Académie d'agriculture).
La propriété appartient à  Véronique  et  Arnaud Delannoy  depuis 1992.
L'arboretum reçoit le prix national « Édouard d'Avdew » en 1997 par l'association des parcs botaniques de France.
En 2000, sa collection de  Tilia  (tilleuls) avec 60 taxons dont 30 espèces est répertoriée comme collection nationale par le Conservatoire des collections végétales spécialisées (CCVS).
En 2005, l'ensemble des jardins et de l'arboretum est labellisé « Jardin remarquable » par le ministère de la culture et de la communication.
Les jardins de Coursiana sont classés « parc d’intérêt botanique « (agréé par l’APBF) en 2009.

## Collections
Ce jardin botanique abrite :
- un jardin de plantes aromatiques et médicinales, commencé en 2001.
- un jardin anglais,
- un verger,
- l'arboretum présente quelque 700 espèces d'arbres et d'arbustes, dont un  Quercus robur  de 200 ans,  Aesculus californica , Alnus cremastogyne ,  Davidia involucrata ,  Firmiana simplex ,  Parrotia persica ,  Sassafras officinalis , Tilia americana nova, Tilia chenmoui, Tilia henryana[3]...

Dans ces jardins, 80 % des végétaux sont étiquetés, un travail rare.